# Opius michelbacheri
Opius michelbacheri är en stekelart som beskrevs av Fischer 1963. Opius michelbacheri ingår i släktet Opius och familjen bracksteklar. Inga underarter finns listade i Catalogue of Life.